# Gassià
Gassià és un indret del terme municipal de Conca de Dalt, a l'antic terme de Toralla i Serradell, al Pallars Jussà, en territori que havia estat del poble de Serradell.
Està situat al nord-oest de Serradell, sota i a migdia de l'extrem sud-oriental del Serrat de Ladres, a l'esquerra del barranc de la Boscarrera.